# فوساچسیا
Fossacesia is a city in the استان کییتی in the ابروتزو region of ایتالیا. The town is located on a small hill on the left of the Sangro River's mouth, about ۲ کیلومتر (۱ مایل) from the دریای آدریاتیک.
فوساچسیا (به ایتالیایی: Fossacesia) یک کومونه در ایتالیا است که در استان کییتی واقع شده‌است.

## خصوصیات
فوساچسیا ۳۰ کیلومترمربع مساحت و ۶٬۱۸۴ نفر جمعیت دارد و ۱۴۲ متر بالاتر از سطح دریا واقع شده‌است.